# El Gouna Radio
El Gouna Radio est une station de radio basée dans la ville égyptienne de El Gouna. Elle émet en FM sur une fréquence de 100 MHz. Sa programmation est surtout composée de musique occidentale. Cette station de radio émet depuis le gouvernorat de la Mer-Rouge.